# The Maytones
The Maytones je jamajški roots rock reggae duo. Duo je nastal leta 1965 v May Penu, okrožje Clarendon, Jamajka. Člana skupine sta Vernon Buckley in Gladstone Grant. Skupina je nastala najprej kot trio skupaj s kasnejšim producentom Alvinom »GG-jem« Ranglinom, ki je kmalu zapustil skupino, da bi se osredotočil na produkcijo njune glasbe. Svoj prvi album As Long As Love Me sta posnela leta 1968. Duo je znan tudi pod imenom Mighty Maytones. Skrbno napisane pesmi in klic k bujenju črnskega ponosa je prinesel skupini kultni položaj na Jamajki.